# Parafia Najświętszej Maryi Panny Królowej Polski w Warszkowie
Parafia pw. Najświętszej Maryi Panny Królowej Polski w Warszkowie – parafia należąca do dekanatu Sławno, diecezji koszalińsko-kołobrzeskiej, metropolii szczecińsko-kamieńskiej. Została utworzona 28 sierpnia 1998. Siedziba parafii mieści się pod numerem 136b.

## Miejsca święte

### Kościół parafialny
Kościół pw. Najświętszej Maryi Panny Królowej Polski w Warszkowie
Kościół parafialny jest w budowie od 2000 r.

### Kościoły filialne i kaplice
- Kościół pw. Matki Bożej Pocieszenia we Wrześnicy
- Punkt odprawiania Mszy św. w Noskowie